# 夕刻羅貝爾
夕刻羅貝爾（日语：／ Yukoku Roberu），是Holostars所属的一位日語虚拟主播，於2019年12月24日出道。

## 人物概述
夕刻羅貝爾是Holostars 2期生的成員。角色設定為一位經營隱密酒吧「ROBEL」的老闆，時常利用開門營業前的空檔進行直播，座右銘是「會開心地相信自己期望的事物，這人就是這種生物」。
夕刻羅貝爾的角色設計者為。
直播內容以遊戲、歌唱與雜談為主。對粉絲的稱呼為「常客」。

## 活動歷史
2019年12月24日，夕刻羅貝爾於YouTube上正式出道。
2021年1月3日，正月服裝發布。同年3月10日，公布3D模型並进行直播。
2022年11月17日，秋冬服裝發布。

## 參與活動

### holostar 全體直播
- Holostars 2nd ACT「GREAT VOYAGE to UNIVERSE!!」（日语：Holostars 2nd ACT「GREAT VOYAGE to UNIVERSE!!」）（2022年10月1日）[8][9]
- HOLOSTARS 3RISE SUPER FAN MEETING ~FLAGSHIP~（日语：HOLOSTARS 3RISE SUPER FAN MEETING ~FLAGSHIP~）（2022年6月26日）[10][11]
- HOLOSTARS 5th Anniversary Live -Movin’ On!-（日语：HOLOSTARS 5th Anniversary Live -Movin’ On!-）（2023年6月8日）[12][13]

### 其他活動
- Hololive Meet 2023 海外活動年度大使。[14][15]
- BAR ROBEL 渋谷出張店 夕刻ロベルとおしゃべりよ!!!!!!! (2023年7月22日)[1][16]

## 音樂作品

### 個人
|      | 發布日期       | 樂曲名稱 | 數位媒體規格產品編號 | 備註 |
| ---- | -------------- | -------- | -------------------- | ---- |
| 單曲 |                |          |                      |      |
| 1    | 2021年12月25日 | POP-TALK | CVRD-102             |      |

### 参加作品
|      | 發布日期      | 樂曲名稱 | 數位媒體規格產品編號 | 其他參與成員 | 備註   |
| ---- | ------------- | -------- | -------------------- | ------------ | ------ |
| 單曲 |               |          |                      |              |        |
| 1    | 2021年8月18日 |          |                      | 夏色祭       | [ 21 ] |

## 外部連結
- 夕刻羅貝爾在holostarts的官方主頁 （日語）
- YouTube上的Roberu Ch. 夕刻ロベル頻道
- 夕刻羅貝爾的X（前Twitter）
- 夕刻羅貝爾的TikTok